# Ensembleteater
Et ensembleteater er et teater, der baserer sit virke på fastansatte skuespillere. Typisk vil et ensembleteater have en ideologi omkring den kunstneriske værdi af samarbejde, og af at kende hinanden godt. Modsætningen hertil er et teater hvor skuespillerne er ansat som free-lancere, hvor skuespillerne samles til det konkrete projekt, og skilles når forestillingsperioden er forbi.
Et teater der er organiseret som et ensemble har mulighed for at beholde forestillinger i repertoire, og kan dermed blive til et repertoireteater – uden at det nødvendigvis forholder sig sådan.
I Danmark er ensembleteatertanken mest udbredt i børneteatermiljøet, men også blandt voksenteatre findes der ensembleteatre, blandt andet Odin Teatret og Mungo Park. Blandt de større teatre er Aalborg Teater et ensembleteater, i og med at de stort set ikke benytter sig af eksterne skuespiller, hvorimod Det Kongelige Teater dårligt kan kaldes for et ensembleteater, på trods af et antal fastansatte skuespillere. Ensembleteatertraditionen er stærk i blandt andet mellemeuropæisk teater, f.eks i Tyskland, hvor nogen af verdens mest indflydelsesrige teatre i dag fungerer på denne måde, f.eks Schaubühne og Volksbühne. En lang række af teaterhistoriens store personligheder arbejdede i ensembleteatre, blandt andet Shakespeare, Molière og Brecht.